# Sthenaridea
Sthenaridea is een geslacht van wantsen uit de familie van de Miridae (Blindwantsen). Het geslacht werd voor het eerst wetenschappelijk beschreven door Odo Reuter in 1884.

## Soorten
Het genus bevat de volgende soorten:

- Sthenaridea araguaiana (Carvalho, 1948)
- Sthenaridea australis (Schuh, 1974)
- Sthenaridea bergrothi (Poppius, 1914)
- Sthenaridea carmelitana (Carvalho, 1948)
- Sthenaridea carvalhoi Schuh & Schwartz, 1988
- Sthenaridea clypealis (Poppius, 1914)
- Sthenaridea femoralis (Poppius, 1914)
- Sthenaridea hansoni Schuh & Schwartz, 1988
- Sthenaridea howanus (Poppius, 1914)
- Sthenaridea mahensis (Distant, 1913)
- Sthenaridea maldonadoi Schuh & Schwartz, 1988
- Sthenaridea nigra (Poppius, 1914)
- Sthenaridea pacificae (Schuh, 1984)
- Sthenaridea paludicola (Linnavuori, 1975)
- Sthenaridea papuensis (Schuh, 1984)
- Sthenaridea piceonigra (Motschulsky, 1863)
- Sthenaridea rondonia Schuh & Schwartz, 1988
- Sthenaridea rufescens (Poppius, 1915)
- Sthenaridea stali (Girault, 1937)
- Sthenaridea suturalis (Reuter, 1900)
- Sthenaridea vulgaris (Distant, 1893)